# 豊地村
豊地村（とよちむら）は三重県一志郡にあった村。現在の松阪市嬉野町の中東部、中村川の中流域、伊勢自動車道・一志嬉野インターチェンジの周辺にあたる。

## 地理
- 河川：中村川

## 歴史
- 1889年（明治22年）4月1日 - 町村制の施行により、堀ノ内村・薬王寺村・八田村・下ノ庄村・一志村・島田村・井ノ上村の区域をもって発足。
- 1955年（昭和30年）3月15日 - 中郷村・中川村・豊田村・中原村および宇気郷村の一部（大字小原・上小川）と合併して嬉野町が発足。同日豊地村廃止。

## 地域
教育
- 豊地村立豊地小学校

## 交通

### 道路
現在は旧村域に伊勢自動車道の嬉野パーキングエリアおよび一志嬉野インターチェンジの敷地の一部が所在するが、当時は未開通。

## 出身者
- 東畑精一 - 農業経済学者（東京大学）
- 速水敬二 - 哲学者（國學院大學）、東畑精一の弟
- 東畑謙三 - 建築家（東畑建築事務所）、東畑精一の弟
- 東畑四郎 - 農林官僚、東畑精一の弟